# Kis Romulusz
A Kis Romulusz 1993–1994-ben készült Bacsó Péter rendezte színes, 6 részes magyar krimisorozat, Pusztaszeri Kornél főszereplésével. A sorozatban Lakatos Dezső cigány származású rendőr munkáját követhetjük figyelemmel, akit a tiszthelyettesi iskola elvégzése után visszahelyeznek a VIII. kerületbe.

## Szereplők
- Pusztaszeri Kornél – Lakatos Dezső zászlós (Kis Romulusz)
- Györgyi Anna – Lakatosné Erika
- Mátrai Tamás – Lipovecz őrmester
- Kaszás Géza – Herceg (Mikó Flórián őrnagy)
- Gerendás Péter – Hajnal Lajos
- Sivók Irén (Miklósi Anna) – Szandra, Hajnal barátnője
- Matus György – Szabó alhadnagy
- Barta Mária – Irén mama
- Dóczy Péter – Berényi
- Hankó Attila – Berényi embere
- Gesztesi Károly – Jozsó
- Sajgál Erika – Edit
- László Zsolt – Gróf László
- Jáki Béla – Veszely hadnagy
- Stohl András – Schneider
- Györffy László – múzeumigazgató
- Vlahovics Edit – Kiss Juli
- Bán Zoltán – Lajos bácsi
- Bata János – rendőr
- Szőke András – rendőr
- Geltz Péter – rendőr
- Varga Tamás – rendőr

## Epizódok
- 1. rész (1.)

Epizódszereplők: Bácskai János, Izsóf Vilmos, Kiss Jenő, Kéry Gyula, Kolos István, Soproni Ági, Somogyvári Pál, Uri István, Zsolnai Júlia
Romuluszt, azaz Lakatos Dezső cigány származású rendőrt a tiszthelyettesi iskola elvégzése után visszahelyezik a VIII. kerületi Rendőrkapitányságra. Járőrtársával, Lipovecz őrmesterrel gyilkossági ügyben kezdenek nyomozni. Egy lakásban borosüveggel leütött holttestet találnak. A nyomozás során a gyanú a főbérlőre terelődik, aki a kutyájával együtt eltűnt. Romulusz és társa egy tizenöt éves kislány eltűnési ügyében is vizsgálódnak, és meglepetésre ez az ügy vezeti őket a gyilkossággal kapcsolatos bűnjel nyomára.
- 2. rész (2.)

Epizódszereplők: Borbély László, Galkó Balázs, Hetés György, Konter László, Monori Lili, Rajna Mária, Székely B. Miklós, Vayer Tamás, Várhegyi Teréz
Romuluszt, azaz Lakatos Dezsőt előléptetik zászlóssá és kinevezik körzeti megbízottnak. Miután elfoglalja új irodáját, megismerkedik a körzetével és rekordidő alatt megold egy viráglopási ügyet. Azonban a környéken nagyon elszaporodtak az autólopási ügyek, s ebben is eredményt kellene felmutatni.
- 3. rész (3.)

Epizódszereplők: Fodor Zsóka, Fonyó István, Mezey Lajos, Némedi Mari, Pasqualetti Ilona, Soós Edit
Romulusz és Lipovecz őrmester éjszakai járőrözés közben tetten érnek egy fiatal nőt kirakatbetörés közben. Letartóztatása után kiderül, hogy pici kislánya van. Romulusznak nincs szíve csecsemőotthonban hagyni a gyereket, ezért ideiglenesen magukhoz veszik a feleségével, Erikával. Romulusz úgy megkedveli a gyereket, hogy gyermekvállalásra akarja rávenni Erikát, aki azonban még be akarja fejezni a tanulmányait. Egy veszekedés után Romulusz rendőrszállóra költözik.
- 4. rész (4.)

Epizódszereplők: Bars József, Bácskai János, Kiss Gábor, Soproni Ági
Romuluszhoz gyakornok érkezik, akinek bemutatja körzetét, a VIII. kerületet. A joghallgató egyetemista beleszeret Editbe, a fiatal utcalányba, és emiatt összetűzésbe keveredik a lány stricijével, Jozsóval.
- 5. rész (5.)

Epizódszereplők: Bagó Bertalan, Garai Róbert, Győry Emil, Kovács Dénes, Mihály Pál, Széchenyi András, Széchenyi Richárd, Tordai Teri, Vámos László
Az őrnagy, azaz Herceg tisztázza az alvilági kapcsolatokkal rendelkező Róna műkincskereskedővel Jozsó halálának történetét és így feleslegessé válik Romulusz és felesége védett házi őrizete. De a nyugalom így sem tér vissza életükbe, mert házassági évfordulójuk ünneplése közben az éttermet összetöri egy banda, amely védelmi pénzt akar zsarolással kicsikarni Berényi úrtól.
- 6. rész (6.)

Epizódszereplők: Angyal Mária, Falvay Klára, Garai Róbert, Győry Emil, Huszár László, Kerekes Viktória, Keresztes Ildikó, Kovács Dénes, Piroch Gábor, Tolnai Miklós, Tóth József
Herceg és Romulusz a börtön könyvtárában megvizsgálják Hajnal Lajos halálának körülményeit és a szálak elvezetnek a budapesti műkereskedőhöz, Róna úrhoz, akit szintén holtan találnak a rendőrök. A bűnesetek a nemzetközi maffia módszereire utalnak.

## Bakik
- Az 5. részben többször fordul elő, hogy az egyik pillanatban havas a környezet, a következő pillanatban meg teljesen száraz. Kb. az 51. percnél amikor Romulusz és Herceg beszélgetnek, akkor a kocsi visszatükröződő ablaküvegében tisztán látni lehet a mozgó mikrofont. 58:51-nél a rendőrségi autó visszatükröződő ablaküvegében látni lehet a stábot.
- A 6. részben a szereplők Veszprémből Budapestre vonattal utaznak, amikor azonban a vonaton vannak, akkor lehet látni, hogy az észak-balatoni vasútvonalon mennek, amit a Veszprém – Budapest vonatok nem érintenek.